# Roşiori de Vede
Roșiorii de Vede (rumænsk udtale: [roʃiˌorij de ˈvede]; undertiden Roșiori de Vede eller, i gamle versioner, Rușii de Vede) er en by i distriktet Teleorman i Rumænien. Byen har 22.294 (2021) indbyggere og ligger i regionen  Muntenien, og er en af de ældste byer i landet. Den blev første gang nævnt i et dokument, som stammer fra 1385, da byen blev besøgt af to tyske pilgrimme, der var på vej tilbage fra Jerusalem og gjorde holdt i et par dage i en by, som de kaldte Russenart

## Geografi
Byen ligger midt på den Rumænske slette, på bredden af Vedea-floden og dens højre biflod, Bratcov. Den ligger i den centrale-vestlige del af Teleorman-distriktet, 32 km fra  fra distriktets hovedsæde, Alexandria.
Den er nabo til følgende kommuner: Măldăeni mod vest, Peretu og Troianul mod syd, Vedea og Drăgănești de Vede mod øst, og Scrioaștea mod nord.